# Frullania sharpantha
Frullania sharpantha là một loài Rêu trong họ Jubulaceae. Loài này được Udar & Ad. Kumar mô tả khoa học đầu tiên năm 1983.